# 暉明邨衝突
暉明邨衝突是指於2020年1月26日在香港新界北區粉嶺暉明邨附近發生的衝突。為針對2019新型冠狀病毒香港疫情，政府在未有事前諮詢居民和區議員下，將該處改為隔離營。有傳媒更發現昇暉樓內3至5樓單位已經擺放單人床、毛巾和洗澡用品。另外配置小型電器如風扇和水壺等。結果引起附近居民強烈不滿，有人以水馬，磚塊及單車等雜物堵塞屋邨入口，其後更有人投擲汽油彈到屋邨大堂縱火，香港警察當晚共拘捕11人。直至1月28日，政府最終宣布撤回「暉明邨作為隔離區安排」。

## 過程

### 徵用

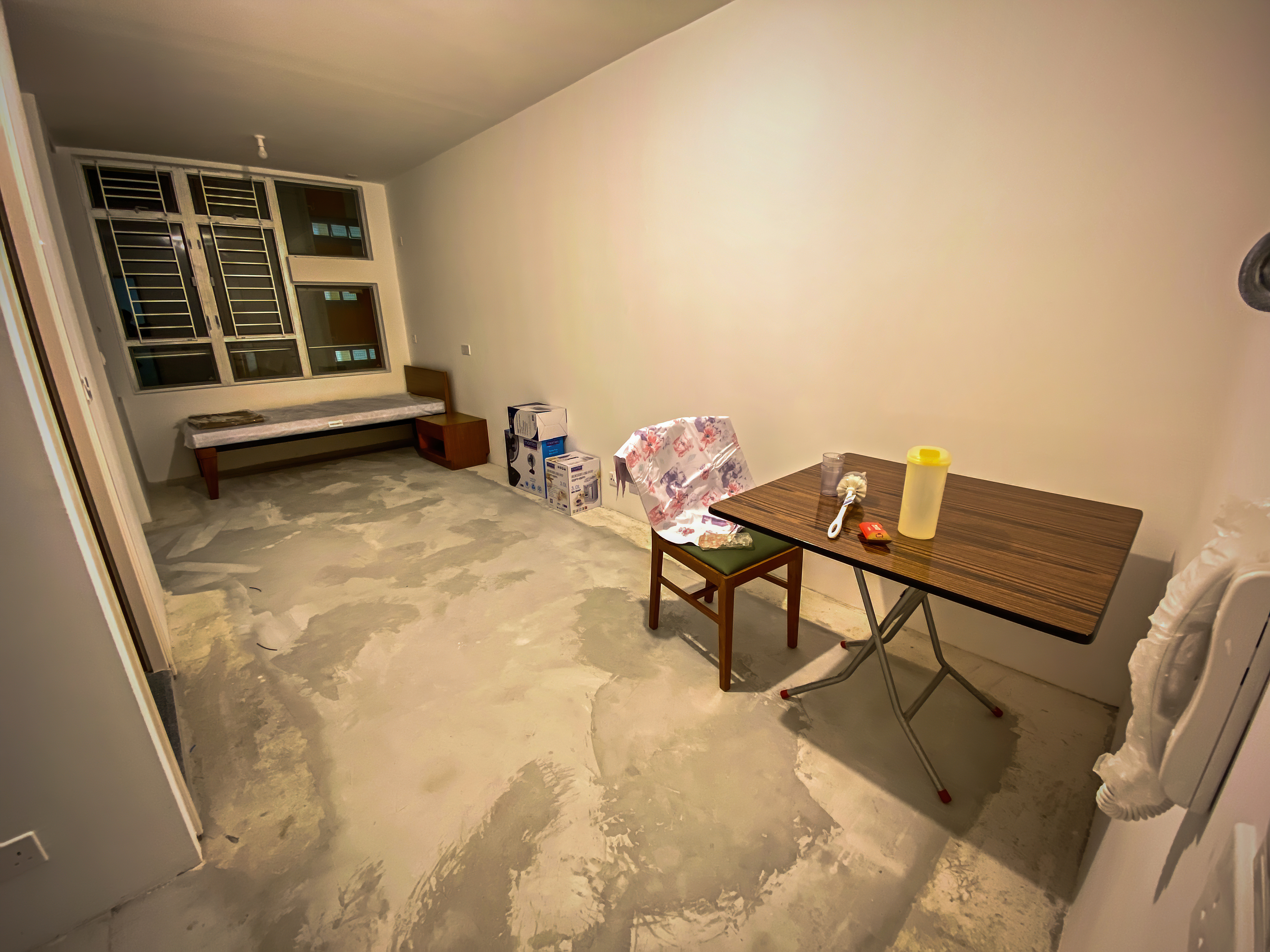
暉明邨未入伙單位內放置床舖、木檯等用品

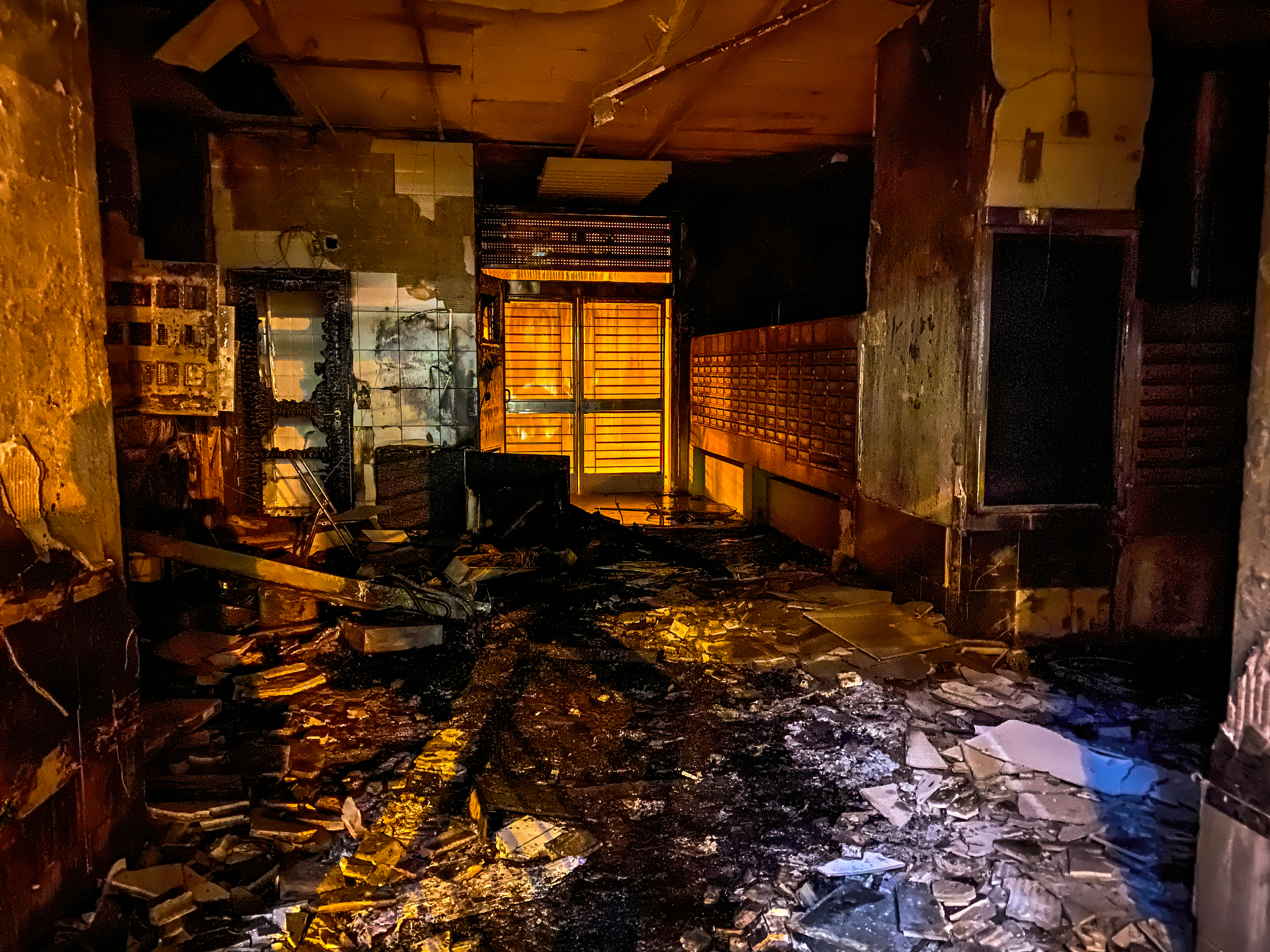
屋邨大堂遭投擲汽油彈縱火後，大堂嚴重熏黑

暉明邨單位預派程序已於2019年底開展，目前已派出絕大多數單位，並已有小部分居民在2020年1月起收樓並準備安排裝修。但是，由於同年1月爆發新型冠狀病毒疫情，政府認為隔離設施容量有限，而空置公屋有大量獨立單位和獨立廁所，因而採用暉明邨作後備隔離選址。未入伙單位於同月25日起被衞生署徵用，以隔離與患者相關的密切接觸者及供有需要的醫護人員入住，而相關單位的入伙以至裝修程序亦將延遲。而且，此舉對該區造成潛在衛生威脅，故當區居民及準租戶表示強烈反對，多名北區區議員將聯署抗議政府決定。

### 衝突
翌日，除了聯署行動外，下午3時起更有部分居民以水馬，磚塊及單車等雜物堵塞屋邨入口，試圖阻止政府車輛運送隔離營物資。由於政府的計劃引起雍盛苑等多個居屋及公共屋邨居民的不滿，現場有人指雍盛苑內的公屋大廈雍華閣及雍萃閣一直是建制派倉票，並發現有民建聯的義工參與行動。到傍晚區議員介入調停不果，隨後有人在雍盛苑對開路面掘磚，再將雜物堵塞。晚上7時一批防暴警察到場，街坊和區議員要求警員離開。警員在10多分鐘後上警車離去，市民隨即歡呼拍手，並在華明路及暉明路交界擺放雜物。
晚上7時50分，屋邨大堂遭投擲汽油彈縱火，隨即火光熊熊，消防到場將火救熄。
- 衝突現場

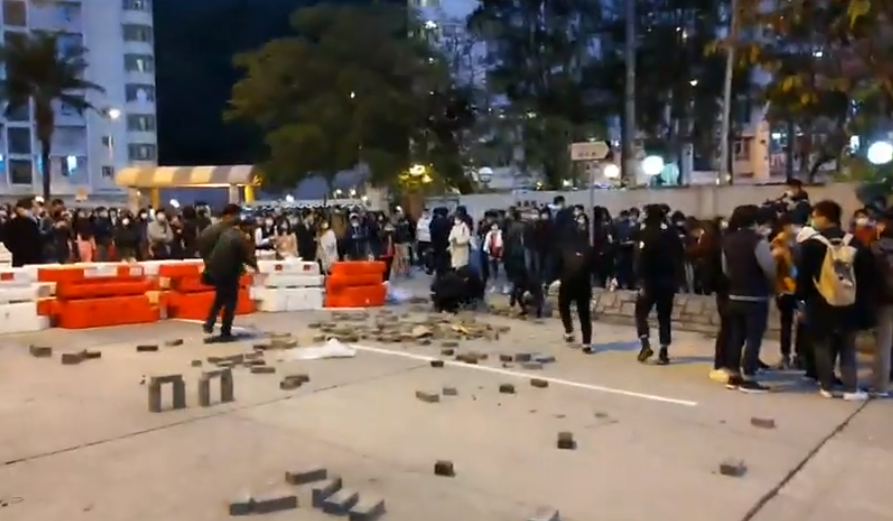
居民以水馬及磚塊及堵塞屋邨入口
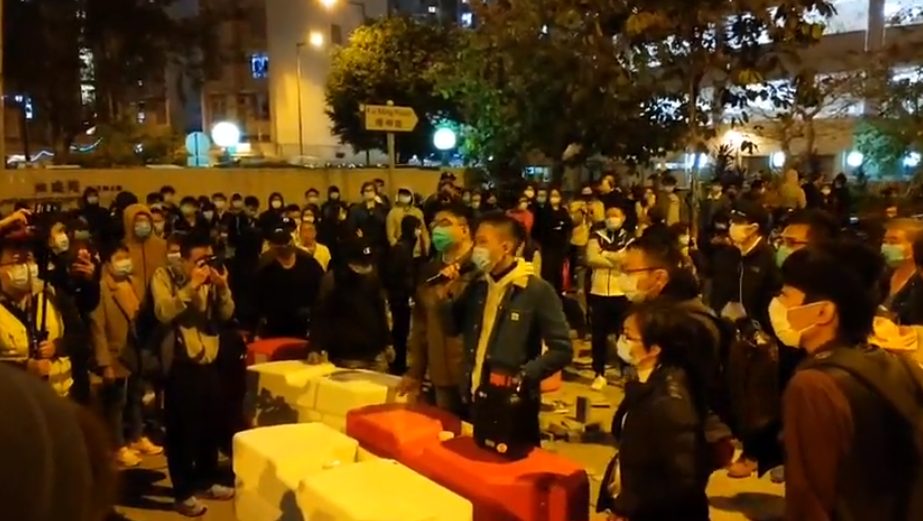
區議員介入調停不果
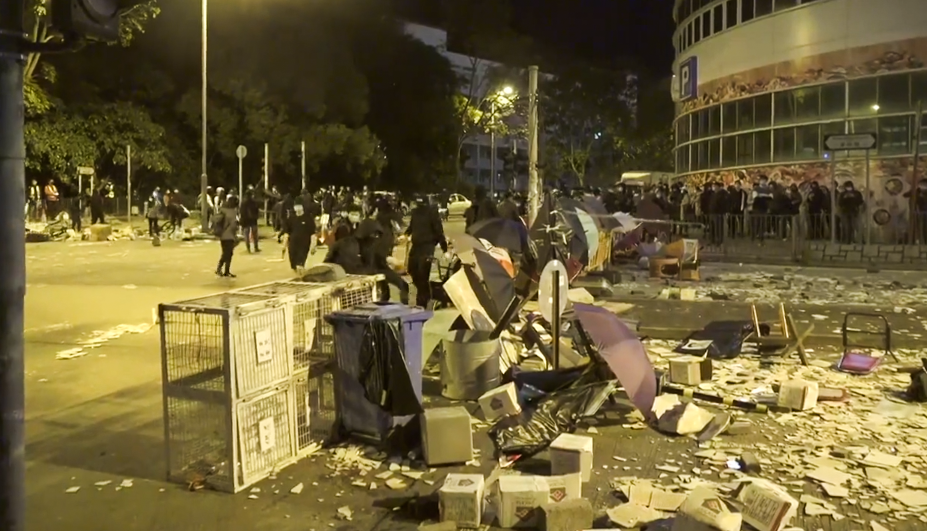
其後將路障延伸到華明路
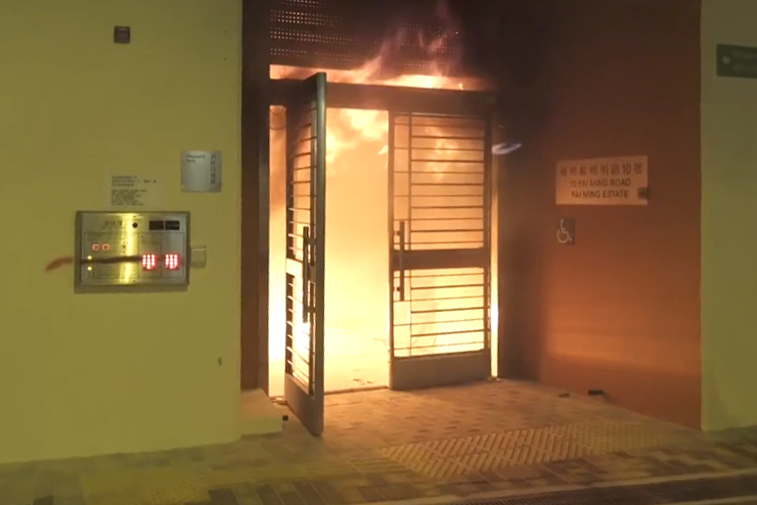
晚上7時50分，屋邨大堂遭投擲汽油彈縱火，隨即火光熊熊

### 追捕

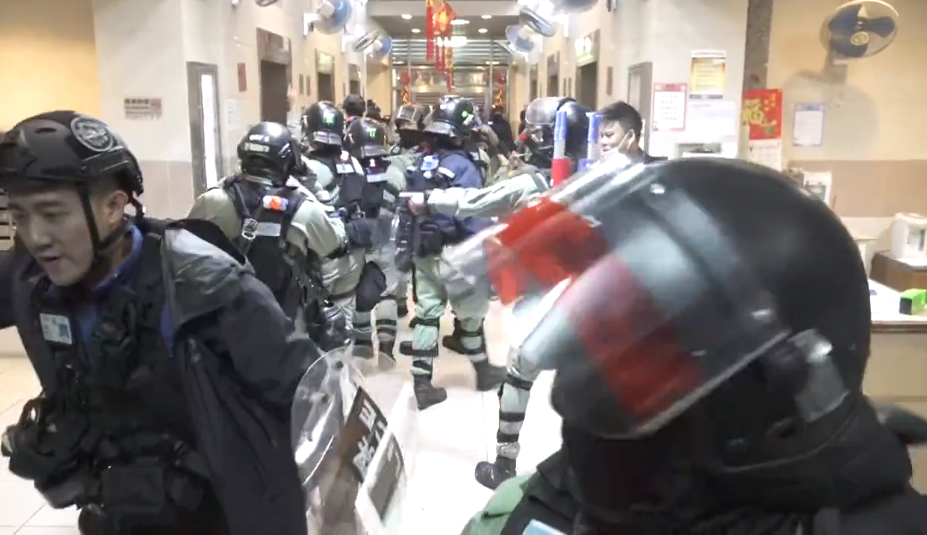
晚上8時56分，多名防暴警察一度衝入雍盛苑雍華閣地下住宅大堂，聲稱現場是非法集結

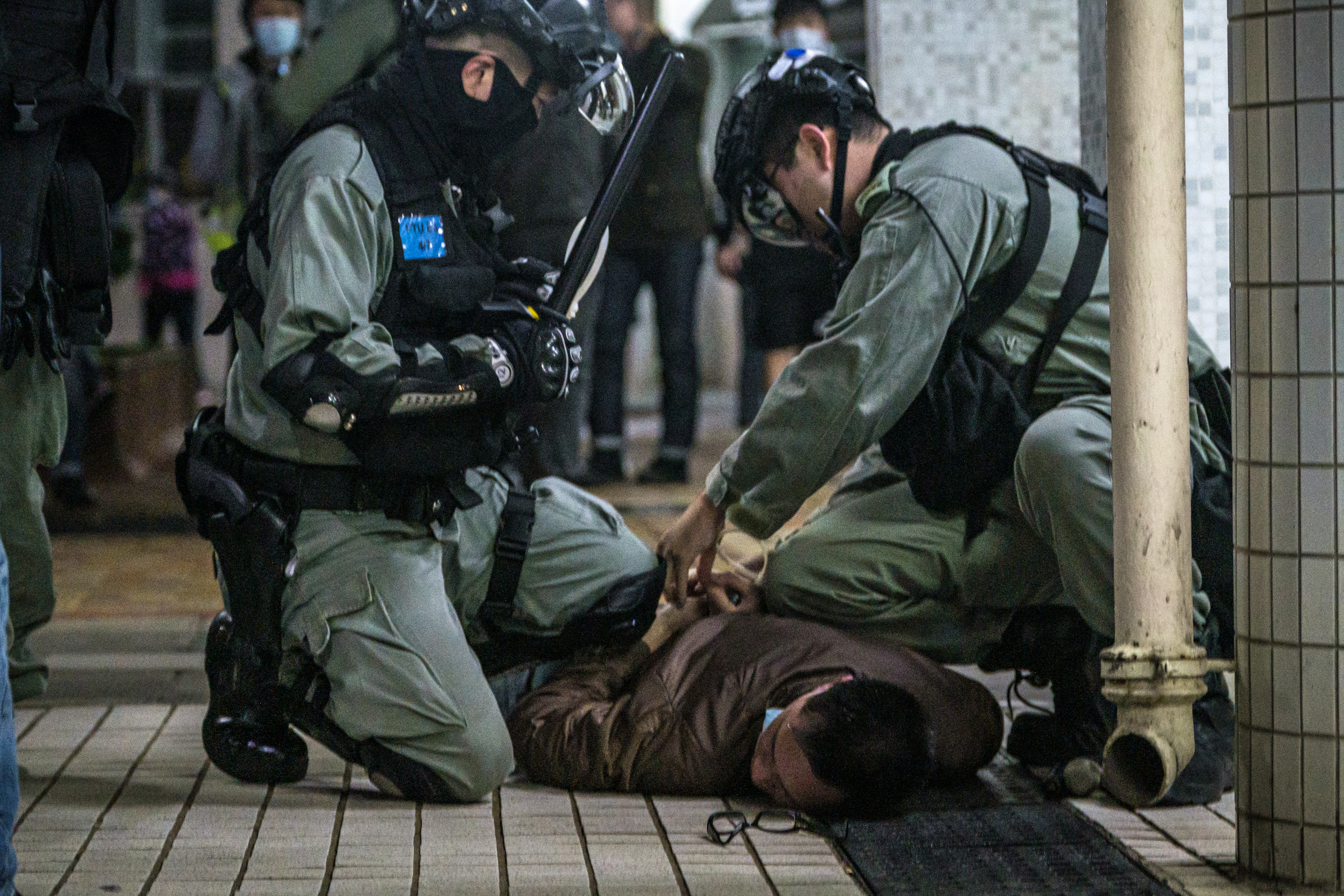
防暴警察衝入屋苑範圍拘捕市民

到晚上8時11分，大批防暴警察衝入雍盛苑、昌盛苑、華明邨等進行驅散及截查30多人。期間警方行為引起居民不滿，認為居民有權利逗留，但也被警員指街坊正在非法集結。一批防暴警在晚上8時56分更一度衝入雍盛苑雍華閣地下住宅大堂，聲稱現場是非法集結，居民被搜身後才獲放行。
晚上9時22分，多名市民、義務急救員及記者在華明邨信明樓對開被防暴警包圍截查，現場記者被要求出示記者證才獲准放行。1男1女截查後被警方帶走。而偉明街花園亦有防暴警截查市民，一名男子因搜獲懷疑腐蝕性液體而被警方拘捕。到晚上10時16分，防暴警登上警車離開，市民繼續指罵。
事件總共拘捕11人，年齡介乎16至42歲，涉非法集結、阻礙警務人員執行職務等。最後，政府決定暫停相關籌備工作，直到同月29日區議會會議討論有關事宜為止。

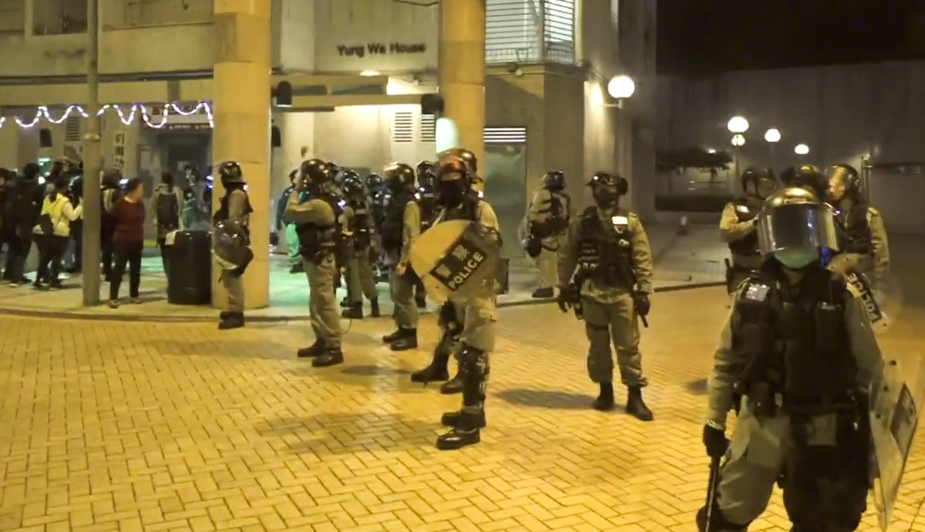
晚上8時11分，大批防暴警察雍盛苑等進行驅散
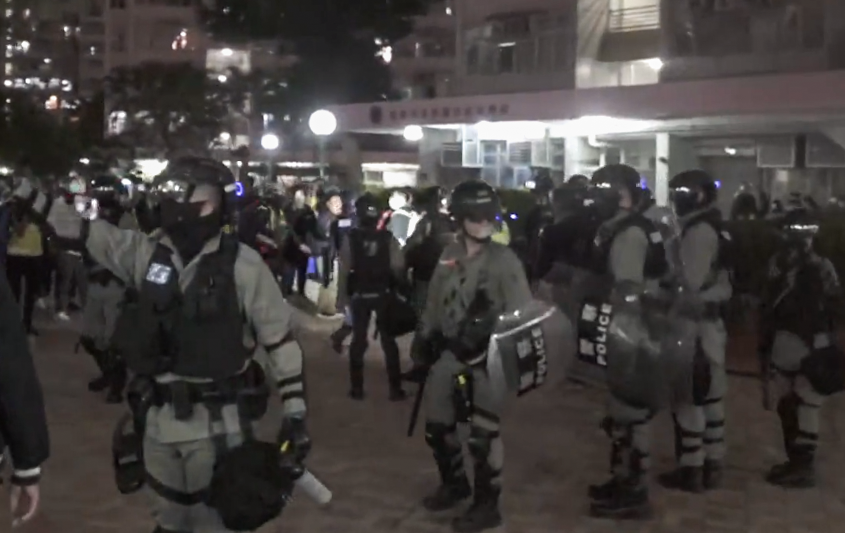
大批防暴警察衝入華明邨進行驅散及截查市民，警員指街坊正在非法集結
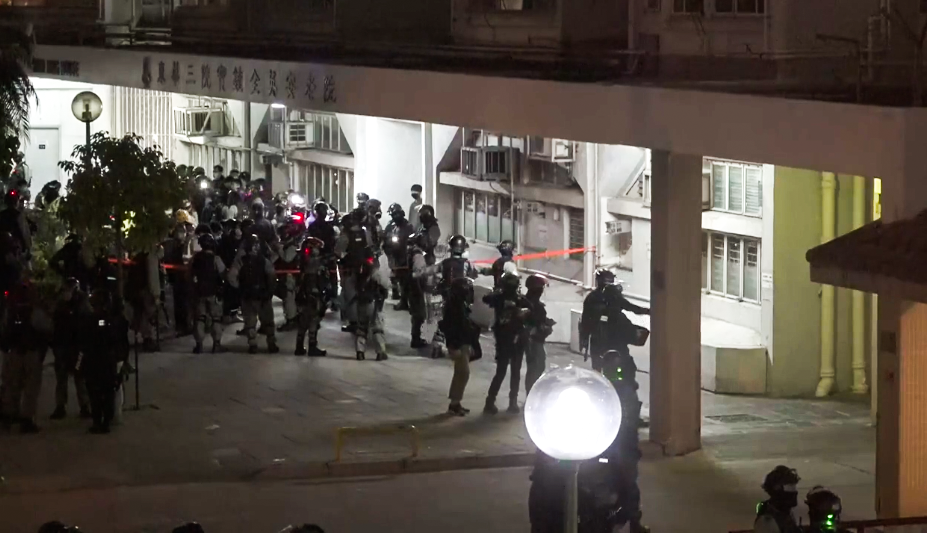
晚上9時22分，多名市民、義務急救員及記者在華明邨信明樓對開被防暴警包圍截查
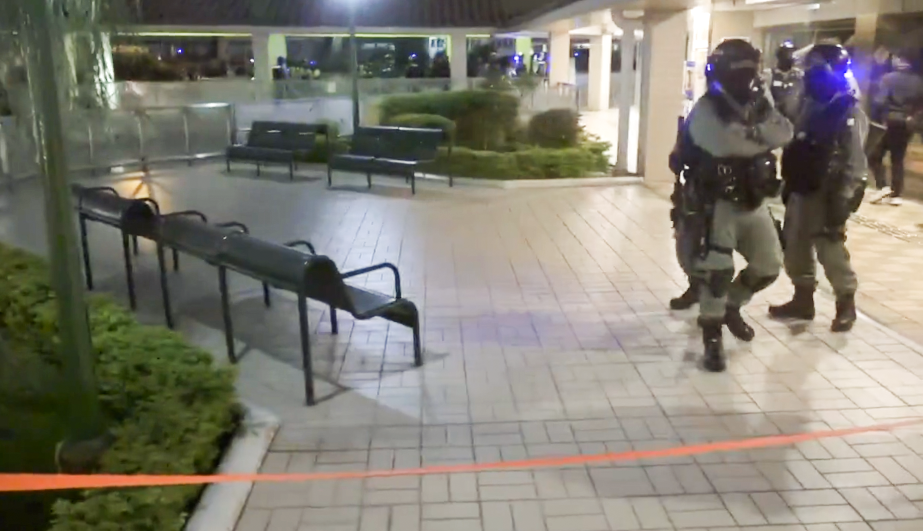
防暴警察在華明商場外設封鎖線，禁止市民及記者走近
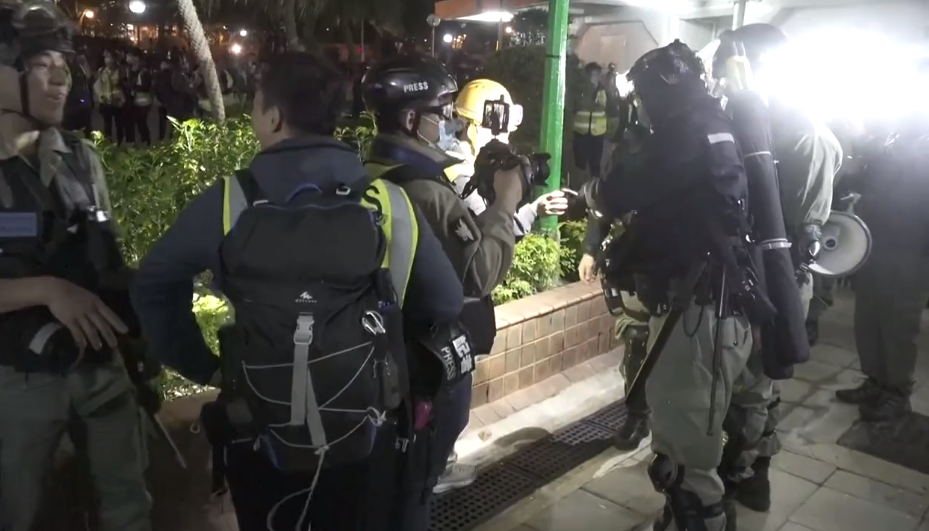
華明邨信明樓對開的記者被警方要求出示記者證才獲准放行

### 事後

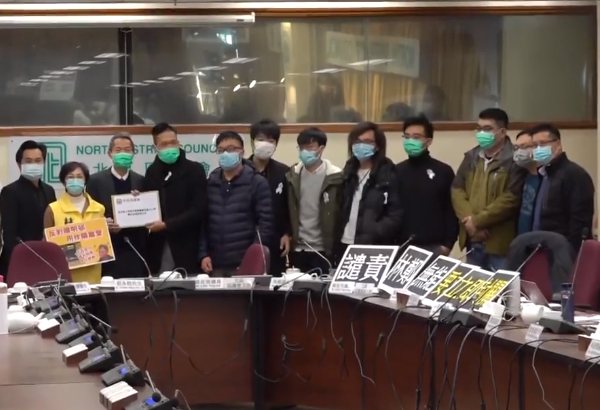
1月28日，北區區議會特別會議前，區議員去信表達不滿

於同月28日，建制派政黨民建聯與行政長官林鄭月娥、特首辦主任陳國基會面。民建聯立法會議員劉國勳指自己和一些粉嶺居民一起與林鄭會面，引述對方指承諾不會使用暉明邨或其他新屋邨作隔離營。對於政府宣布撤回「暉明邨作為隔離區安排」，北區區議會主席羅庭德表示「北區人好嘢！」。
而同日的北區區議會特別會議，衞生署衞生防護中心總監黃加慶醫生，承認政府預備不足，認為溝通方面可以做得好一些。而旁聽的北區居民高聲批評政府官員「咩都唔知、咩都答唔到」，並無考慮社區爆發造成的嚴重後果。
特首林鄭月娥在1月28日的記者會上指出「根本是想用不能用，不存在哪個不想給我用，我就聽話不用」、「如果不是受到嚴重破壞，根本想用不能用」、「我對這些黑衣暴徒的行為，是極端憤怒，亦要作強烈的譴責」，又聲稱「放棄未入伙公屋作為檢疫中心」，但到2月8日又改口聲稱因疫情發展不能預見，提出在火炭的未入伙公屋駿洋邨成為檢疫設施，並籲當區人士諒解在駿洋邨作檢疫中心的安排。
房委會在2月發表的文件指，暉明邨的消防警報系統、保安設施、電梯等遭嚴重燒毁，地下大堂機電設施、垃圾房等亦遭破壞，外圍閉路電視鏡頭被噴上紅油。預計最少需時6至8個月才完成復修及驗收，約有670名接受預配暉明邨的公屋申請者受影響。房屋署其後提供兩種安置方案，受影響公屋申請者可申請入住屯門中轉房屋寶田邨，或放棄暉明邨編配，要求分配新界區其他公共屋邨單位。而選擇重配單位申請人，主要獲派屯門大興邨，只有少數人獲重配北區其他屋邨。

## 爭議
- 華明邨富明樓一名當值女保安因阻礙一名年輕男住客進入，而引致他被警方拘捕，事件引起居民不滿。女保安掩面落淚，同時稱被人推跌，在保安主管護送後離開。兩個多小時後，華明邨業主立案法團在大堂貼出告示，指涉事保安員妨礙住戶進入大廈的行為已經違反保安公司工作指引，已即時終止其僱員合約。居民認為保安不應阻止住戶回家的權利[17]。

## 備註
1. ↑  粵語意思為：「北區人好棒！」
2. ↑  粵語意思為：「甚麼都不知道、甚麼都答不到」